# Liste der International Financial Reporting Standards
Die Liste der International Financial Reporting Standards enthält die International Financial Reporting Standards (IFRS) im weiteren Sinne. Dazu zählen gemäß International Accounting Standards (IAS 1.7):
- Die International Financial Reporting Standards im engeren Sinne, die vom International Accounting Standards Board (IASB) herausgegeben wurden
- Die International Accounting Standards (IAS) des International Accounting Standards Committee (IASC)
- Die Interpretationen der IFRS des International Financial Reporting Interpretations Committee (IFRIC)
- Die Interpretationen des ehemaligen Standing Interpretations Committee (SIC)

Die Liste enthält ebenfalls Informationen über die Gültigkeit der IFRS.

## Standards
| Nr.     | Titel (Englisch)                                                                                     | Thema (Deutsch)                                                                         | Jahre        | Gültig ab    | Gültig bis    | Ersetzt durch       |
| ------- | --- | --------------------------------------------------------------------------------------- | ------------ | ------------ | ------------- | ------------------- |
| IAS 1   | Presentation of Financial Statements (1997)                                                          | Darstellung des Abschlusses                                                             | 1975         | 1. Jan. 1975 |               |                     |
| IAS 2   | Inventories (1993)                                                                                   | Vorräte                                                                                 | 1975         | 1. Jan. 1976 |               |                     |
| IAS 3   | Consolidated Financial Statements                                                                    | Konzernabschlüsse                                                                       | 1976         | 1. Jan. 1977 | 1. Jan. 1990  | IAS 27 und IAS 28   |
| IAS 4   | Depreciation Accounting                                                                              | Abschreibungen                                                                          | 1976         | 1. Jan. 1977 | 1. Juli 1999  | IAS 36              |
| IAS 5   | Information to Be Disclosed in Financial Statements                                                  | Angabepflichten im Abschluss                                                            | 1976         | 1. Jan. 1977 | 1. Juli 1998  | IAS 1               |
| IAS 6   | Accounting Responses to Changing Prices                                                              | Rechnungslegung bei Preisänderungen                                                     | 1977         | 1. Jan. 1978 | 1. Jan. 1983  | IAS 15              |
| IAS 7   | Statement of Cash Flows (2007)                                                                       | Kapitalflussrechnungen                                                                  | 1977         | 1. Jan. 1979 |               |                     |
| IAS 8   | Accounting Policies, Changes in Accounting Estimates and Errors (2003)                               | Bilanzierungs- und Bewertungsmethoden, Änderungen von Schätzungen und Fehler            | 1978         | 1. Jan. 1979 |               |                     |
| IAS 9   | Accounting for Research and Development Activities                                                   | Bilanzierung von Forschungs- und Entwicklungsaktivitäten                                | 1978         | 1. Jan. 1980 | 1. Juli 1999  | IAS 38              |
| IAS 10  | Events after the Reporting Period (2007)                                                             | Ereignisse nach dem Bilanzstichtag                                                      | 1978         | 1. Jan. 1980 |               |                     |
| IAS 11  | Construction Contracts (1993)                                                                        | Fertigungsaufträge                                                                      | 1979         | 1. Jan. 1980 | 1. Jan. 2018  | IFRS 15             |
| IAS 12  | Income Taxes (1996)                                                                                  | Ertragsteuern                                                                           | 1979         | 1. Jan. 1981 |               |                     |
| IAS 13  | Presentation of Current Assets and Current Liabilities                                               | Darstellung der kurzfristigen Vermögenswerte und Schulden                               | 1979         | 1. Jan. 1981 | 1. Juli 1998  | IAS 1               |
| IAS 14  | Segment reporting (1997)                                                                             | Segmentberichterstattung                                                                | 1981         | 1. Jan. 1983 | 1. Jan. 2009  | IFRS 8              |
| IAS 15  | Information Reflecting the Effects of Changing Prices                                                | Informationen über die Auswirkungen von Preisänderungen                                 | 1981         | 1. Jan. 1983 | 1. Jan. 2005  | N/A                 |
| IAS 16  | Property, Plant and Equipment (1993)                                                                 | Sachanlagen                                                                             | 1982         | 1. Jan. 1983 |               |                     |
| IAS 17  | Leases (1997)                                                                                        | Leasingverhältnisse                                                                     | 1982         | 1. Jan. 1984 | 1. Jan. 2019  | IFRS 16             |
| IAS 18  | Revenue (1993)                                                                                       | Erträge                                                                                 | 1982         | 1. Jan. 1984 | 1. Jan. 2018  | IFRS 15             |
| IAS 19  | Employee Benefits (1998)                                                                             | Leistungen an Arbeitnehmer                                                              | 1983         | 1. Jan. 1985 |               |                     |
| IAS 20  | Accounting for Government Grants and Disclosure of Government Assistance                             | Bilanzierung und Darstellung von Zuwendungen der öffentlichen Hand                      | 1983         | 1. Jan. 1984 |               |                     |
| IAS 21  | The Effects of Changes in Foreign Exchange Rates (1993)                                              | Auswirkungen von Änderungen der Wechselkurse                                            | 1983         | 1. Jan. 1985 |               |                     |
| IAS 22  | Business Combinations (1993)                                                                         | Unternehmenszusammenschlüsse                                                            | 1983         | 1. Jan. 1985 | 1. Apr. 2004  | IFRS 3              |
| IAS 23  | Borrowing Costs (1993)                                                                               | Fremdkapitalkosten                                                                      | 1984         | 1. Jan. 1986 |               |                     |
| IAS 24  | Related Party Disclosures                                                                            | Angaben über Beziehungen zu nahestehenden Unternehmen und Personen                      | 1984         | 1. Jan. 1986 |               |                     |
| IAS 25  | Accounting for Investments                                                                           | Bilanzierung von Finanzinvestitionen                                                    | 1986         | 1. Jan. 1987 | 1. Jan. 2001  | IAS 39 und IAS 40   |
| IAS 26  | Accounting and Reporting by Retirement Benefit Plans                                                 | Bilanzierung und Berichterstattung von Altersversorgungsplänen                          | 1987         | 1. Jan. 1988 |               |                     |
| IAS 27  | Consolidated and Separate Financial Statements (2003) Separate Financial Statements (2011)           | Konzern- und separate Einzelabschlüsse nach IFRS (2003) Separate Abschlüsse (2011)      | 1989         | 1. Jan. 1990 |               |                     |
| IAS 28  | Investments in Associates and Joint Ventures (2011)                                                  | Anteile an assoziierten Unternehmen und Joint Ventures                                  | 1989         | 1. Jan. 1990 |               |                     |
| IAS 29  | Financial Reporting in Hyperinflationary Economies                                                   | Rechnungslegung in Hochinflationsländern                                                | 1989         | 1. Jan. 1990 |               |                     |
| IAS 30  | Disclosures in the Financial Statements of Banks and Similar Financial Institutions                  | Angaben im Abschluss von Banken und ähnlichen Finanzinstitutionen                       | 1990         | 1. Jan. 1991 | 31. Dez. 2006 | IFRS 7              |
| IAS 31  | Interests in Joint Ventures (2003)                                                                   | Anteile an Joint Ventures                                                               | 1990         | 1. Jan. 1992 | 1. Jan. 2013  | IFRS 11 und IFRS 12 |
| IAS 32  | Financial Instruments: Disclosure and Presentation (1995) Financial Instruments: Presentation (2005) | Finanzinstrumente: Angaben und Darstellung (1995) Finanzinstrumente: Darstellung (2005) | 1995         | 1. Jan. 1996 |               |                     |
| IAS 33  | Earnings per Share                                                                                   | Ergebnis je Aktie                                                                       | 1997         | 1. Jan. 1999 |               |                     |
| IAS 34  | Interim Financial Reporting                                                                          | Zwischenberichterstattung                                                               | 1998         | 1. Jan. 1999 |               |                     |
| IAS 35  | Discontinuing Operations                                                                             | Aufgabe von Geschäftsbereichen                                                          | 1998         | 1. Juli 1999 | 1. Jan. 2005  | IFRS 5              |
| IAS 36  | Impairment of Assets                                                                                 | Wertminderung von Vermögenswerten                                                       | 1998         | 1. Juli 1999 |               |                     |
| IAS 37  | Provisions, Contingent Liabilities and Contingent Assets                                             | Rückstellungen, Eventualschulden und Eventualforderungen                                | 1998         | 1. Juli 1999 |               |                     |
| IAS 38  | Intangible Assets                                                                                    | Immaterielle Vermögenswerte                                                             | 1998         | 1. Juli 1999 |               |                     |
| IAS 39  | Financial Instruments: Recognition and Measurement                                                   | Finanzinstrumente: Ansatz und Bewertung                                                 | 1998         | 1. Jan. 2001 |               |                     |
| IAS 40  | Investment Property                                                                                  | Als Finanzinvestition gehaltene Immobilien                                              | 2000         | 1. Jan. 2001 |               |                     |
| IAS 41  | Agriculture                                                                                          | Landwirtschaft                                                                          | 2000         | 1. Jan. 2003 |               |                     |
| IFRS 1  | First-time Adoption of International Financial Reporting Standards                                   | Erstmalige Anwendung der International Financial Reporting Standards                    | 2003         | 1. Jan. 2004 |               |                     |
| IFRS 2  | Share-based Payment                                                                                  | Aktienbasierte Vergütung                                                                | 2004         | 1. Jan. 2005 |               |                     |
| IFRS 3  | Business Combinations                                                                                | Unternehmenszusammenschlüsse                                                            | 2004         | 1. Apr. 2004 |               |                     |
| IFRS 4  | Insurance Contracts                                                                                  | Versicherungsverträge                                                                   | 2004         | 1. Jan. 2005 |               |                     |
| IFRS 5  | Non-current Assets Held for Sale and Discontinued Operations                                         | Zur Veräußerung gehaltene langfristige Vermögenswerte und aufgegebene Geschäftsbereiche | 2004         | 1. Jan. 2005 |               |                     |
| IFRS 6  | Exploration for and Evaluation of Mineral Resources                                                  | Exploration und Evaluierung von mineralischen Ressourcen                                | 2004         | 1. Jan. 2006 |               |                     |
| IFRS 7  | Financial Instruments: Disclosures                                                                   | Finanzinstrumente: Angaben                                                              | 2005         | 1. Jan. 2007 |               |                     |
| IFRS 8  | Operating Segments                                                                                   | Operative Segmente                                                                      | 2006         | 1. Jan. 2009 |               |                     |
| IFRS 9  | Financial Instruments                                                                                | Finanzinstrumente                                                                       | 2009         | 1. Jan. 2015 |               |                     |
| IFRS 10 | Consolidated Financial Statements                                                                    | Konzernabschlüsse                                                                       | 2011         | 1. Jan. 2013 |               |                     |
| IFRS 11 | Joint Arrangements                                                                                   | Gemeinsame Vereinbarungen                                                               | 2011         | 1. Jan. 2013 |               |                     |
| IFRS 12 | Disclosure of Interests in Other Entities                                                            | Angaben über das Engagement bei anderen Unternehmen                                     | 2011         | 1. Jan. 2013 |               |                     |
| IFRS 13 | Fair Value Measurement                                                                               | Bemessung des beizulegenden Zeitwerts                                                   | 2011         | 1. Jan. 2013 |               |                     |
| IFRS 14 | Regulatory Deferral Accounts                                                                         | Regulatorische Abgrenzungsposten                                                        | 2014         | 1. Jan. 2016 |               |                     |
| IFRS 15 | Revenue from Contracts with Customers                                                                | Erlöse aus Verträgen mit Kunden                                                         | Mai 2014     | 1. Jan. 2018 |               |                     |
| IFRS 16 | Leases                                                                                               | Leasingverhältnisse                                                                     | Januar 2016  | 1. Jan. 2019 |               |                     |
| IFRS 17 | Insurance Contracts                                                                                  | Versicherungsverträge                                                                   | 18. Mai 2017 | 1. Jan. 2023 |               |                     |

## Interpretationen
| Nr.      | Titel (Englisch)                                                                                      | Thema (Deutsch) | Jahre | Gültig ab     | Gültig bis   | Ersetzt durch     |
| -------- | --- | --- | ----- | ------------- | ------------ | ----------------- |
| SIC 1    | Consistency - Different Cost Formulas for Inventories                                                 | ? | 1997  | 1. Jan. 1999  | 1. Jan. 2005 | IAS 2             |
| SIC 2    | Consistency - Capitalisation of Borrowing Costs                                                       | ? | 1997  | 1. Jan. 1998  | 1. Jan. 2005 | IAS 8             |
| SIC 3    | Elimination of Unrealised Profits and Losses on Transactions with Associates                          | ? | 1997  | 1. Jan. 1998  | 1. Jan. 2005 | IAS 28            |
| SIC 4    | ? | ? | ?     | ?             | ?            | ?                 |
| SIC 5    | Classification of Financial Instruments - Contingent Settlement Provisions                            | ? | 1997  | 1. Juni 1998  | 1. Jan. 2005 | IAS 32            |
| SIC 6    | Costs of Modifying Existing Software                                                                  | ? | 1997  | 1. Juni 1998  | 1. Jan. 2005 | IAS 16            |
| SIC 7    | Introduction of the Euro                                                                              | Einführung des Euro | 1997  | 1. Juni 1998  |              |                   |
| SIC 8    | First-Time Application of IASs as the Primary Basis of Accounting                                     | ? | 1998  | 1. Aug. 1998  | 1. Jan. 2004 | IFRS 1            |
| SIC 9    | Business Combinations - Classification either as Acquisitions or Unitings of Interests                | ? | 1998  | 1. Aug. 1998  | 1. Apr. 2004 | IFRS 3            |
| SIC 10   | Government Assistance-No Specific Relation to Operating Activities                                    | Beihilfen der öffentlichen Hand – Kein spezifischer Zusammenhang mit betrieblichen Tätigkeiten | 1998  | 1. Aug. 1998  |              |                   |
| SIC 11   | Foreign Exchange - Capitalisation of Losses Resulting from Severe Currency Devaluations               | ? | 1998  | 1. Aug. 1998  | 1. Jan. 2005 | IAS 21            |
| SIC 12   | Consolidation-Special Purpose Entities                                                                | Konsolidierung – Zweckgesellschaften | 1998  | 1. Juli 1999  | 1. Jan. 2013 | IFRS 10           |
| SIC 13   | Jointly Controlled Entities-Non-Monetary Contributions by Venturers                                   | Gemeinschaftlich geführte Einheiten – nicht monetäre Einlagen durch Partnerunternehmen | 1998  | 1. Jan. 1999  | 1. Jan. 2013 | IFRS 10           |
| SIC 14   | Property, Plant and Equipment - Compensation for the Impairment or Loss of Items                      | ? | 1998  | 1. Juli 1999  | 1. Jan. 2005 | IAS 16            |
| SIC 15   | Operating Leases-Incentives                                                                           | Operating-Leasingverhältnisse – Anreize | 1998  | 1. Jan. 1999  | 1. Jan. 2019 | IFRS 16           |
| SIC 16   | Share Capital - Reacquired Own Equity Instruments (Treasury Shares)                                   | ? | 1998  | 1. Juli 1999  | 1. Jan. 2005 | IAS 32            |
| SIC 17   | Equity - Costs of an Equity Transaction                                                               | ? | 1999  | 30. Jan. 2000 | 1. Jan. 2005 | IAS 32            |
| SIC 18   | Consistency - Alternative Methods                                                                     | ? | 1999  | 1. Juli 2000  | 1. Jan. 2005 | IAS 8             |
| SIC 19   | Reporting Currency - Measurement and Presentation of Financial Statements under IAS 21 and IAS 29     | ? | 2000  | 1. Jan. 2001  | 1. Jan. 2005 | IAS 21            |
| SIC 20   | Equity Accounting Method - Recognition of Losses                                                      | ? | 1999  | 15. Juli 2000 | 1. Jan. 2005 | IAS 28            |
| SIC 21   | Income Taxes-Recovery of Revalued Non-Depreciable Assets                                              | Ertragssteuern – Realisierung von neubewerteten, nicht planmäßig abzuschreibenden Vermögensgegenständen | 1999  | 15. Juli 2000 | 1. Jan. 2012 | IAS 12            |
| SIC 22   | Business Combinations - Subsequent Adjustment of Fair Values and Goodwill Initially Reported          | ? | 1999  | 15. Juli 2000 | 1. Apr. 2004 | IFRS 3            |
| SIC 23   | Property, Plant and Equipment - Major Inspection or Overhaul Costs                                    | ? | 1999  | 15. Juli 2000 | 1. Jan. 2005 | IAS 16            |
| SIC 24   | Earnings Per Share - Financial instruments and other contracts that may be settled in shares          | ? | 2000  | 1. Dez. 2000  | 1. Jan. 2005 | IAS 33            |
| SIC 25   | Income Taxes-Changes in the Tax Status of an Entity or its Shareholders                               | Ertragsteuern – Änderungen im Steuerstatus eines Unternehmens oder seiner Anteilseigner | 1999  | 15. Juli 2000 |              |                   |
| SIC 26   | Property, Plant and Equipment – Results of Incidental Operations                                      | ? | N/A   | N/A           | N/A          | IAS 16            |
| SIC 27   | Evaluating the Substance of Transactions Involving the Legal Form of a Lease                          | Beurteilung des wirtschaftlichen Gehalts von Transaktionen in der rechtlichen Form von Leasingverhältnissen | 2000  | 1. Jan. 2002  | 1. Jan. 2019 | IFRS 16           |
| SIC 28   | Business Combinations - 'Date of Exchange' and Fair Value of Equity Instruments                       | ? | 2001  | 31. Dez. 2001 | 1. Apr. 2004 | IFRS 3            |
| SIC 29   | Disclosure-Service Concession Arrangements                                                            | Dienstleistungskonzessionsvereinbarungen: Angaben | 2001  | 1. Jan. 2002  |              |                   |
| SIC 30   | Reporting Currency - Translation from Measurement Currency to Presentation Currency                   | ? | 2001  | 1. Jan. 2002  | 1. Jan. 2005 | IAS 21            |
| SIC 31   | Revenue-Barter Transactions Involving Advertising Services                                            | Umsatzerlöse – Tausch von Werbedienstleistungen | 2001  | 1. Jan. 2002  |              |                   |
| SIC 32   | Intangible Assets-Web Site Costs                                                                      | Immaterielle Vermögenswerte – Kosten von Internetseiten | 2001  | 25. März 2002 |              |                   |
| SIC 33   | Consolidation and equity method - Potential voting rights and allocation of ownership interests       | ? | 2001  | 1. Jan. 2002  | 1. Jan. 2005 | IAS 27 und IAS 28 |
| IFRIC 1  | Changes in Existing Decommissioning, Restoration and Similar Liabilities                              | Änderungen bestehender Rückstellungen für Entsorgungs-, Wiederherstellungs- und ähnliche Verpflichtungen | 2004  | 1. Sep. 2004  |              |                   |
| IFRIC 2  | Members’ Shares in Co-operative Entities and Similar Instruments                                      | Geschäftsanteile an Genossenschaften und ähnliche Instrumente | 2004  | 1. Jan. 2005  |              |                   |
| IFRIC 3  | Emission Rights                                                                                       | ? | 2004  | 1. März 2005  | 1. Juli 2005 | N/A               |
| IFRIC 4  | Determining whether an Arrangement contains a Lease                                                   | Feststellung, ob eine Vereinbarung ein Leasingverhältnis enthält | 2004  | 1. Jan. 2006  | 1. Jan. 2019 | IFRS 16           |
| IFRIC 5  | Rights to Interests arising from Decommissioning, Restoration and Environmental Rehabilitation Funds  | Rechte auf Anteile an Fonds für Entsorgung, Rekultivierung und Umweltsanierung | 2004  | 1. Jan. 2006  |              |                   |
| IFRIC 6  | Liabilities arising from Participating in a Specific Market—Waste Electrical and Electronic Equipment | Verbindlichkeiten, die sich aus einer Teilnahme an einem spezifischen Markt ergeben – Elektro- und Elektronik-Altgeräte | 2005  | 1. Dez. 2005  |              |                   |
| IFRIC 7  | Approach under IAS 29 Financial Reporting in Hyperinflationary Economies                              | Anwendung des Anpassungsansatzes unter IAS 29 Rechnungslegung in Hochinflationsländern | 2005  | 1. März 2006  |              |                   |
| IFRIC 8  | Scope of IFRS 2                                                                                       | ? | 2006  | 1. Mai 2006   | 1. Jan. 2010 | IFRS 2            |
| IFRIC 9  | Reassessment of Embedded Derivatives                                                                  | Neubeurteilung eingebetteter Derivate | 2006  | 1. Juni 2006  |              |                   |
| IFRIC 10 | Interim Financial Reporting and Impairment                                                            | Zwischenberichterstattung und Wertminderung | 2006  | 1. Nov. 2006  |              |                   |
| IFRIC 11 | IFRS 2 - Group and Treasury Share Transactions                                                        | ? | 2006  | 1. März 2007  | 1. Jan. 2010 | IFRS 2            |
| IFRIC 12 | Service Concession Arrangements                                                                       | Dienstleistungskonzessionsvereinbarungen | 2006  | 1. Jan. 2008  |              |                   |
| IFRIC 13 | Customer Loyalty Programmes                                                                           | Kundenbindungsprogramme | 2007  | 1. Juli 2008  |              |                   |
| IFRIC 14 | IAS 19 - The Limit on a Defined Benefit Asset, Minimum Funding Requirements and their Interaction     | IAS 19 – Die Begrenzung eines leistungsorientierten Vermögenswerts, Mindestdotierungsverpflichtungen und ihre Wechselwirkung | 2007  | 1. Jan. 2008  |              |                   |
| IFRIC 15 | Agreements for the Construction of Real Estate                                                        | Verträge über die Errichtung von Immobilien | 2008  | 1. Jan. 2009  |              |                   |
| IFRIC 16 | Hedges of a Net Investment in a Foreign Operation                                                     | Absicherungen einer Nettoinvestition in einen ausländischen Geschäftsbetrieb | 2008  | 1. Okt. 2008  |              |                   |
| IFRIC 17 | Distributions of Non-cash Assets                                                                      | Sachdividenden an Eigentümer | 2008  | 1. Juli 2009  |              |                   |
| IFRIC 18 | Transfers of Assets from Customers                                                                    | Übertragungen von Vermögenswerten durch Kunden | 2009  | 1. Juli 2009  |              |                   |
| IFRIC 19 | Extinguishing Financial Liabilities with Equity Instruments                                           | Tilgung finanzieller Verbindlichkeiten durch Eigenkapitalinstrumente | 2009  | 1. Juli 2010  |              |                   |
| IFRIC 20 | Stripping Costs in the Production Phase of a Surface Mine                                             | Abraumbeseitigungskosten während der Produktionsphase im Tagebau | 2011  | 1. Jan. 2013  |              |                   |
| IFRIC 21 | Levies                                                                                                | Bilanzierung von Abgaben, die Unternehmen von Regierungen (einschließlich Regierungsbehörden und ähnlichen Organen) im Rahmen von Gesetzen und Vorschriften auferlegt werden. Allerdings nicht Steuern (siehe IAS 12 Ertragsteuern), Strafzahlungen und andere Strafen, Schulden, die aus Emissionshandelsprogrammen entstehen, und andere Abflüsse ab. | 2013  | 1. Jan. 2014  |              |                   |